# Boris Balinsky
Boris Balinsky (ukrainisch Борис Іванович Балінський/Borys Iwanowytsch Balinskyj; * 10. Septemberjul. / 23. September 1905greg. in Kiew, Gouvernement Kiew, Russisches Kaiserreich; † 1. September 1997 in Johannesburg, Südafrika) war ein ukrainischer und südafrikanischer Biologe, Embryologe und Entomologe.

## Leben

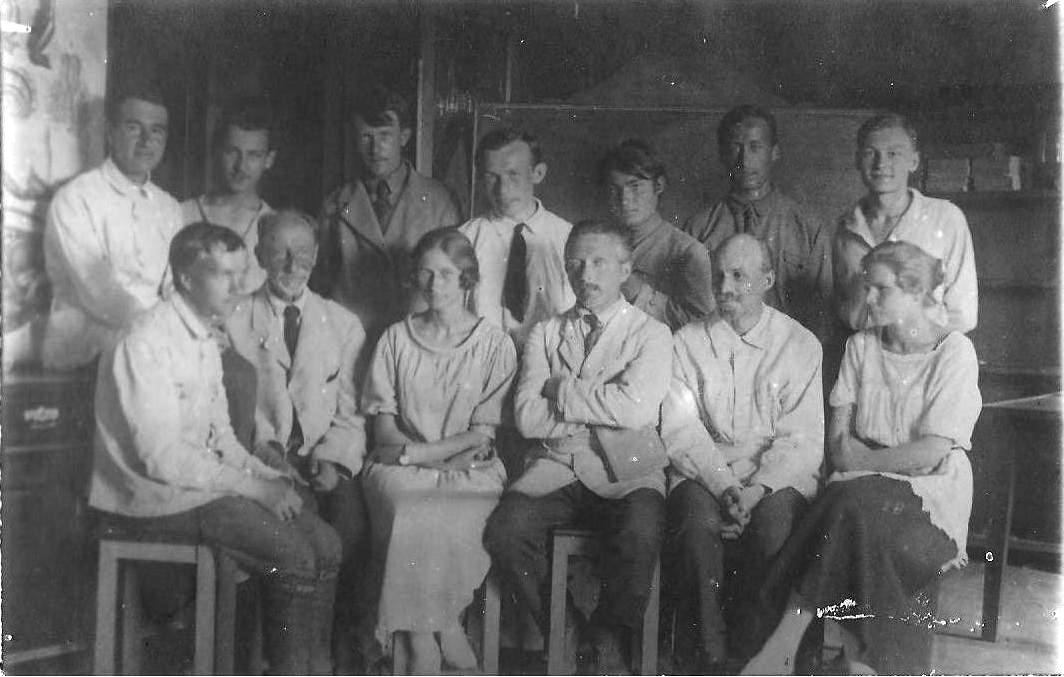
Labormitglieder am 20. Mai 1923 in Kiew.
Obere Reihe ganz rechts: Boris Balinsky; untere Reihe, Zweiter von rechts: Iwan Schmalhausen

Boris Balinsky kam als Kind einer Pädagogenfamilie, die eine große Wohnung in der Innenstadt Kiews bewohnte, zur Welt. Die beiden Kinder der Familie erhielten eine gute Ausbildung. Die Sommerferien seiner Kindheit verbrachte Boris im 80 km südlich von Kiew gelegenen Dorf Seweryniwka (Северинівка), dem Wohnort seines Großvaters mütterlicherseits, einem Priester, der später vom NKWD hingerichtet wurde. Von diesem erhielt er sein erstes Buch über das Sammeln von Schmetterlingen, was für sein weiteres Leben prägend war.
1923 begann er ein Zoologiestudium an der Universität Kiew bei Iwan Schmalhausen. 1925 wurde seine erste wissenschaftliche Arbeit und 1932 seine erste Monographie in Ukrainisch veröffentlicht. 1928 heiratete er und 1934 wurde er Vater eines Sohnes.
1933, im Alter von 28 Jahren, wurde er Professor für Embryologie an der Kiewer Universität und stellvertretender Direktor des Instituts für Zoologie der Ukrainischen Akademie der Wissenschaften.
1936 verhaftete man seine Frau auf Grund „antisowjetischer Aktivitäten“ und verbrachte die Mutter eines zweijährigen Kindes bis März 1939 in einen Gulag. 1943 starb sie an den Folgen der Lagerhaft.
Balinsky verlor seine Anstellungen und kam am 1921 gegründeten medizinischen Institut in Kiew unter, wo er weiterhin wissenschaftlich experimentieren konnte und Professor für Zoologie wurde. Zu Beginn des Deutsch-Sowjetischen Krieges wurde das Institut nach Charkiw evakuiert, woraufhin er bis Kriegsende mehrmals seinen Wohnort wechselten musste (Posen, Marburg), bis er schließlich mit seiner Mutter und seinem Sohn John B. Balinsky (1934–1983), der später auch Zoologe wurde, nach München kam, wo er zwischen 1945 und 1947 Professor für Histologie an der dortigen, von den Vereinten Nationen für die Erziehungs- und Rehabilitationsverwaltung für Vertriebene gegründeten Universität wurde, wo er auch seine zukünftige zweite Frau traf. Nachdem die vorübergehende Universität in München geschlossen worden war, war er von 1947 bis 1949 am Institut für Tiergenetik (Institute of Animal Genetics of the Agricultural Research Council) an der Universität Edinburgh beschäftigt.
1949 folgte er einer Einladung, als Dozent an der Witwatersrand-Universität in der Südafrikanischen Union zu lehren.
Dort wurde ihm fünf Jahre später die Leitung des Lehrstuhls für Zoologie der Witwatersrand-Universität übertragen, die er bis 1987 ausübte. 1956 weilte er im Rahmen eines Sabbatical an der Yale University in den Vereinigten Staaten, wo er auch George Emil Palade und Keith R. Porter von der New Yorker Rockefeller Institute kennen lernte.
Nach seiner Rückkehr nach Johannesburg begann Balinsky mit der intensiven Erforschung der Entwicklungsbiologie in Kombination mit der Elektronenmikroskopie und war einer der ersten, der die Elektronenmikroskopie bei der Erforschung von biologischen Objekten in Südafrika einführte. Er gründete die Südafrikanische Gesellschaft für Elektronenmikroskopie (Electron Microscope Society of Southern  Africa), deren Präsident er zwischen 1962 und 1973 war. Von 1965 bis 1967 war er Dekan der Fakultät für Naturwissenschaften der Witwatersrand-Universität und 1966 wählte man Balinsky zum Präsidenten der Entomologischen Gesellschaft des Südlichen Afrikas (Entomological Society of Southern Africa). Ferner war er in der Südafrikanischen Vereinigung für Angewandte Wissenschaft (South African Association for the Advancement of Science) Mitglied und am Internationalen Institut für Embryologie (International Institute of Embryology) in Utrecht tätig.
Balinsky hat insgesamt mehr als 130 wissenschaftliche Arbeiten, darunter 22 in ukrainischer Sprache, veröffentlicht. Sein 1960 veröffentlichtes Lehrbuch „Einführung in die Embryologie“ fand internationale Anerkennung und war ein weltweit bekanntes und sehr verbreitetes Lehrbuch der Embryologie. Seine Forschung zur Entwicklung von Amphibien war 1984 die international am häufigst zitierte Arbeit in diesem Wissenschaftsbereich. Boris Balinsky gilt als wichtige Person der Molekularbiologie. Zudem entdeckte und beschrieb er mehrere Arten von Insekten und widmete sich im Alter den genetischen Untersuchungen von Schmetterlingen. Er starb 91-jährig in Johannesburg.